# Kriegergedächtniskapelle (Biburg)

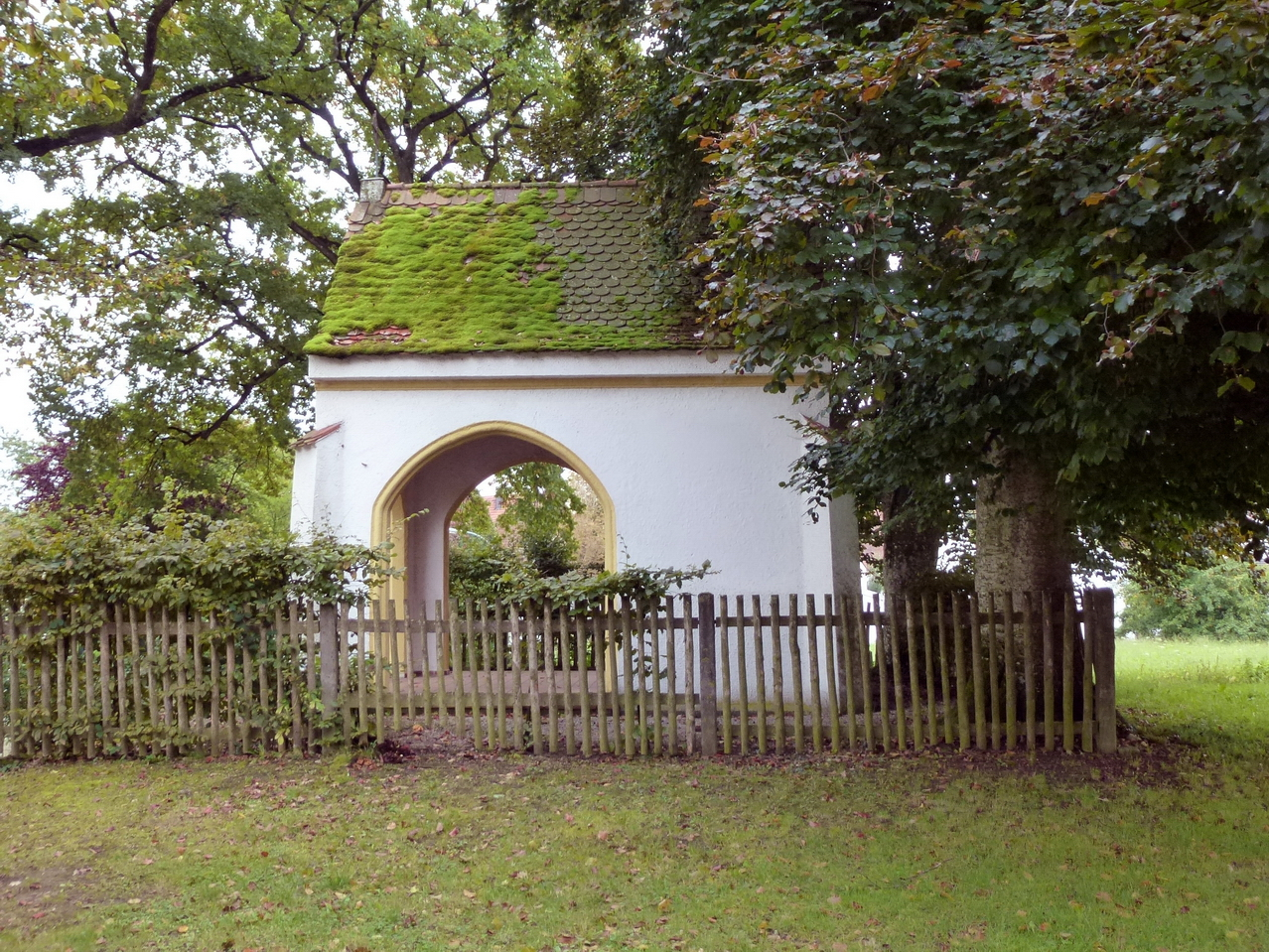
Kriegergedächtniskapelle in Biburg

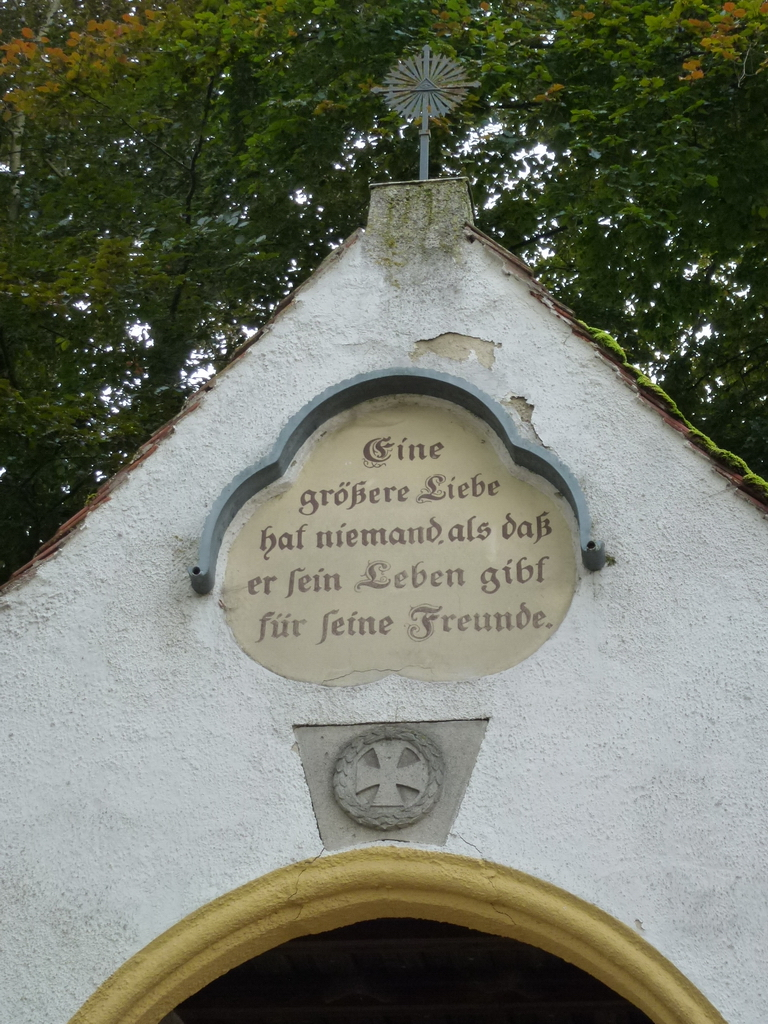
Inschrift am Giebel

Die Kriegergedächtniskapelle in Biburg, einem Gemeindeteil von Alling im oberbayerischen Landkreis Fürstenfeldbruck, wurde um 1930 errichtet. Die Kapelle an der Kirchstraße ist ein geschütztes Baudenkmal.
Der kleine offene Putzbau in historisierenden Formen steht erhöht und wird von einer Einfriedung umschlossen.